# 前川晃廣
前川 晃廣（まえかわ あきひろ、1964年10月 - ）は、中国ビジネスを手がける日系企業をサポートする経営コンサルタント。ＩＢＪコンサルティング株式会社（東京都文京区本郷　http://ibj.tokyo ）代表取締役、兼、愛碧界諮詢有限公司（上海･広州）総経理。愛媛県松山市出身。中小企業診断士・証券アナリスト・公認不正検査士。

## プロフィール
1981年の夏（高校2年）、日本青年会議所 (JC) 主催の高校生交流事業で初めて中国を訪れる。愛光高校卒業後は東京へ移り、慶應義塾大学へ進学。慶應では国分良成に師事し、1987年8月からは中国･国家教育委員会（現･教育部）招聘の国費留学生として、上海の復旦大学へ1年間留学。留学中は、国際政治学部の学部生と共に授業やゼミ活動に参画、一定の単位も取得して東京に戻る。
　1989年3月に慶應義塾大学法学部政治学科を卒業し、4月日本興業銀行 (IBJ = The Industrial Bank of Japan) に入行。大阪支店・中国委員会・外国為替部に勤務した後、1998年上海支店へ赴任。上海では、融資・外為の課長を務めた。2000年に広州に異動となり、首席代表を務める。
　2008年10月、44歳で銀行を退職し、キャストコンサルティング㈱取締役 兼 中国法人総経理に。2008年12月から広州在住。2016年にＩＢＪコンサルティング株式会社と愛碧界諮詢有限公司を設立し、グループ代表に就任。

## 外国語への造詣
中国語は、中学生時代から学習を開始し、慶應では第一外国語として履修。22歳で上海に留学した際には、特に語学研修を受けることなく、復旦大学の学部生と机を並べて授業に出席していた。日本興業銀行入行後も、当時多くの若手行員が選抜派遣された中国語研修(1〜2年)の機会は与えられず、東京本店から上海支店へ直接赴任した。上海と広州に居住経験があるが、地元の中国人と日常コミュニケーションがとれる程度の上海語・広東語を操る。コロナ禍の2020年、56歳で台湾の國立政治大學東亜研究所（修士課程）に留学（単位取得）したが、台湾語の習得には至らなかった。
　ロシア語は、慶應の学部生時代に第二外国語として2年間履修。当時は、「中ソ論争」を題材に論文を書いて、政治学の修士課程・博士課程に進学することを第一目標においていたため、ロシア語の政治・経済関連の雑誌や要人の記者会見発言などを多読した。
　韓国語は、慶應時代に第三外国語として履修。「日中関係を見るには『もしも自分が韓国人だったら』という客観的視点が必須」との考え方に基づき、国際関係についての書物に強い興味を持っている。
　英語は、大学受験レベル。20歳代前半に、英検1級と国連英検A級を取得したが、本人によると「あの頃が私の英語力のピークだった」。金融財政事情研究会。

## コンサルティング・スタイル
2000年頃までは、中国への進出サポートを多く手掛けたが、21世紀に入ってからは、日系中国現法の「リストラ」「移設」「解散」「売却」などの相談を多く受けている。クライアントからのメールでの問合せには24時間以内に回答するポリシーを社内で徹底しており、法務・労務、税務・税関などにおける中国の変化を迅速に踏まえたコンサルティングを行っている。
　中国に赴任する/した駐在員向けセミナー「駐在員塾®」を主宰。「基礎編」をベースとし、その中上級編として「労務編」「税務編」も挙行。その他、「撤退セミナー」「不正セミナー」など、クライアントのニーズを先取りしたテーマのセミナーも開催。YouTubeでも、その時々のトピックを公開している。
　20年間の銀行員キャリアを基礎に中国の外貨管理・資金決済に詳しく、証券アナリストしてはM&Aや企業価値評価、持分売却交渉のサポートを得意とし、中小企業診断士としては中国に進出する企業の様々な経営コンサルを行う一方、公認不正検査士として在中国日系企業における利益流出の防遏をサポートしている。定期的に新聞・雑誌・ＴＶでの取材を受けている。

## 著作物
- きんざい『中国現地法人 売却Ｍ&Aの実務』
- きんざい『中国現地法人の出口戦略と撤退実務』
- 中央経済社『中国ビジネス法用語辞典』（共著）
- きんざい『アジア進出支援に強くなる講座』（中国ビジネス支援編）